# Абаза, Александр Борисович
Алекса́ндр Бори́сович Абаза́ (1934, Ленинград — март 2011) — советский фотограф, фотожурналист, фотохудожник.

## Биография
Родился в 1934 году в Ленинграде.
1948 — переезжает вместе с семьёй в Ригу.
1964 — член народной фотостудии «Рига». Внештатный фотокорреспондент газет «Советская молодёжь».
1966 — участник ежегодной фотостудии «Рига», где экспонируется фотография «Ожерелье реки» (диплом 3 степени). Фотография сделана во время работы инженером-конструктором на Рижском электромашиностроительном заводе. Из окна конструкторского бюро он увидел эту картину — сплав леса, которая привлекла его внимание. В дальнейшем в фотографии его привлекают рисунок, линия, графика.
1969 — фотограф переезжает в Москву и начинает работать фотокорреспондентом газеты «Советская культура». В этот период он снимает портреты представителей культуры, театральные репортажи и др.
1971—1996 — фотокорреспондент газеты «Комсомольская правда».
1972 — в командировке на «Азовсталь» фотограф снимает одну из лучших своих фотографий «Рельсы Азовстали», которая была опубликована на страницах «Комсомолки». Работа репортёра центральной газеты требовала готовности к «конвейерному стилю», но его истинные склонности лежат не в области события, а в сфере художественной фотографии.
Его фотографии — это всегда репортаж с места событий, реальный человек, реальное действие. Абаза не делал никогда постановочных кадров, всегда искал приёмы, которые сделали его фотографию непохожей на другие. Его репортажи с промышленных заводов стали уникальными арт-фотографиями, стиль которых не спутаешь ни с какими другими.
Александр Абаза продолжает новаторские традиции отечественного фотоискусства, но отличительной особенностью его фотографий является то, что автор находит свои формы и композиции в реальной жизни — на заводах, стройках, в городских кварталах.
Александр Абаза — участник Всесоюзных выставок и международных конкурсов фотографии. Обладатель «Гран-При» конкурса «Серебряная камера».
Фотограф скончался в марте 2011 года.